# Saint-Georges-de-Livoye
Saint-Georges-de-Livoye is een gemeente in het Franse departement Manche (regio Normandië) en telt 214 inwoners (2005). De plaats maakt deel uit van het arrondissement Avranches.

## Geografie
De oppervlakte van Saint-Georges-de-Livoye bedraagt 5,5 km², de bevolkingsdichtheid is 38,9 inwoners per km².
De onderstaande kaart toont de ligging van Saint-Georges-de-Livoye met de belangrijkste infrastructuur en aangrenzende gemeenten.

## Demografie
Onderstaande figuur toont het verloop van het inwonertal (bron: INSEE-tellingen).

1. ↑  Populations de référence 2022.